# Phare de Pescador
Le phare de Pescador est un phare situé sur l'île Pescador dans le Détroit de Tañon, séparant l'île Negros de celle de Cebu, aux Philippines. 
Ce phare géré par le Maritime Safety Services Command (MSSC) , service de la Garde côtière des Philippines (Philippine Coast Guard ).

## Description
C'est une tourelle cylindrique blanche de 10 m dont le sommet est élargi. Il émet, à 25 m de hauteur focale, un éclat blanc toutes les 5 secondes. 
Il marque la présence de l'îlot inhabité situé à environ 10 km au nord-ouest de Badian sur la côte du sud-ouest de Cebu. 
Identifiant : ARLHS : PHI-113 ; PCG-.... - Amirauté : F2366 - NGA : 14772 .
|                |
| L'île Pescador |

|                                 |
| Localisation de Moalboal (Cebu) |

### Lien connexe
- Liste des phares aux Philippines